# Black-Ash Inheritance
Albums de In Flames
The Jester Race Whoracle
Black-Ash Inheritance est le second EP du groupe de death metal mélodique In Flames sorti en 1997.
Le titre de l'EP provient de paroles de la chanson "Dead God in Me" de l'album The Jester Race. Cet EP est sorti juste avant l'album Whoracle. Les morceaux de ce CD ont été inclus à l'édition japonaise de Whoracle ainsi que sur la réédition de The Jester Race. La chanson "Acoustic Medley" est un mélange de trois chansons d'In Flames : "Artifacts of the Black Rain" (The Jester Race), "Dead Eternity" (The Jester Race) et "Jotun" (Whoracle).
En 2007, Black-Ash Inheritance réapparait, grâce à Night of the Vinyl Dead Records, dans une version mini-album avec un tirage limité de 555 copies.

## Musiciens
- Anders Fridén - Chant, Percussions
- Glenn Ljungström - Guitare
- Jesper Strömblad - Guitare, Claviers, Percussions
- Johan Larsson - basse
- Bjorn Gelotte - Batterie, Percussions

## Titres
| No | Titre                        | Durée |
| -- | ---------------------------- | ----- |
| 1. | Goliaths Disarm Their Davids | 4:54  |
| 2. | Gyroscope                    | 3:26  |
| 3. | Acoustic Medley              | 2:37  |
| 4. | Behind Space (Chanson live)  | 3:37  |